# Kfz-Kennzeichen (Estland)

Estnisches Kfz-Kennzeichen

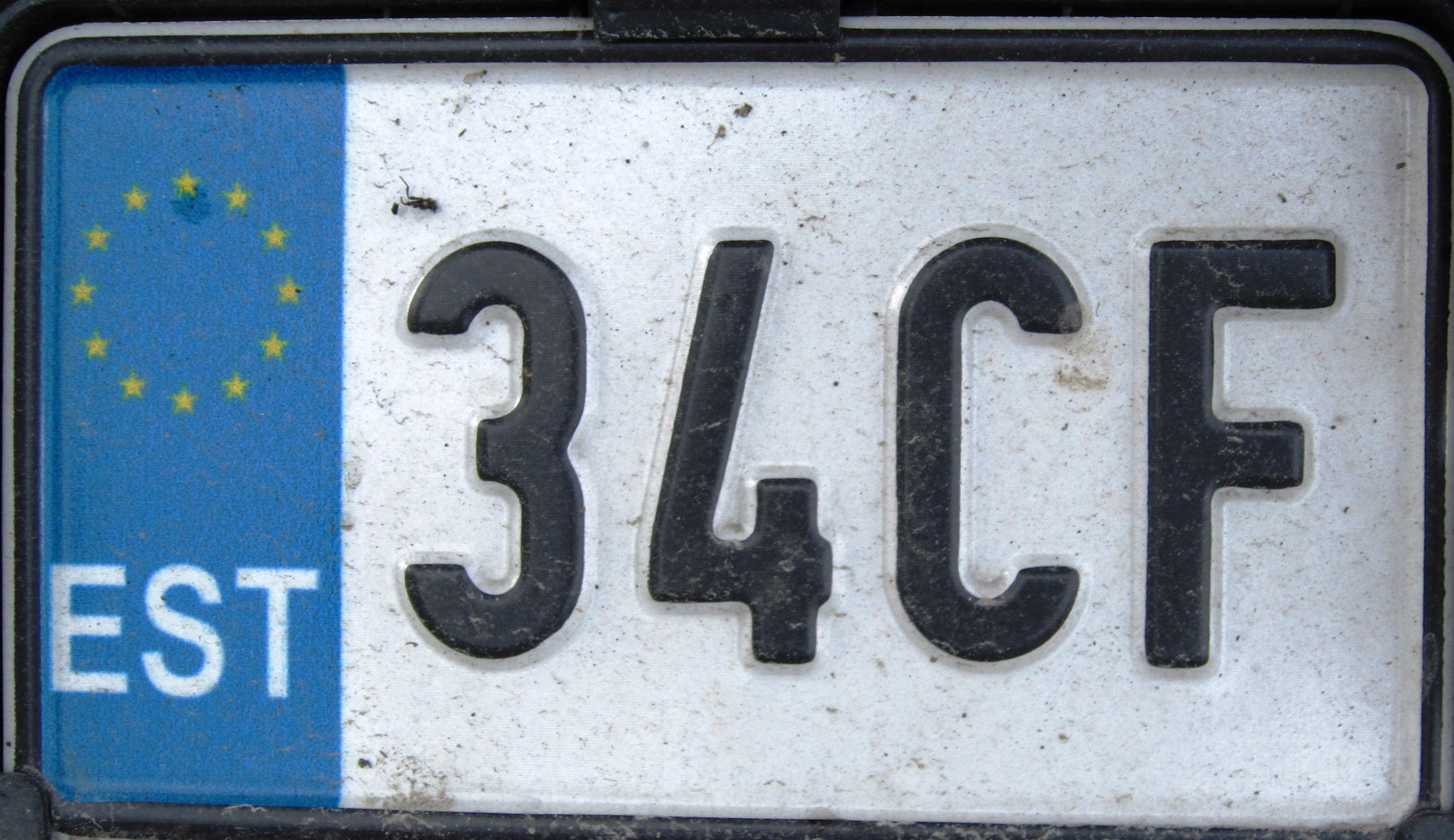
Kennzeichen für Zweiräder seit 2004

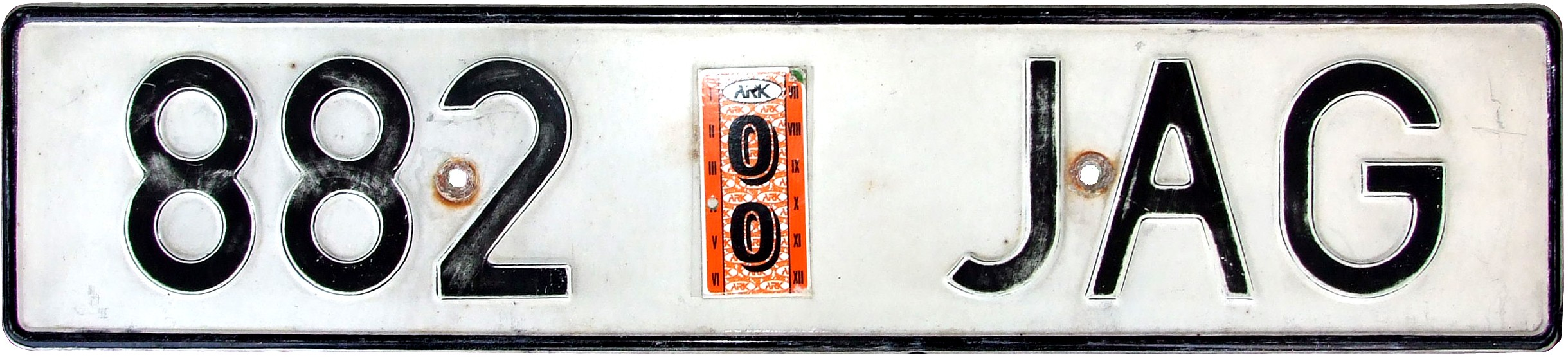
Kennzeichen von 1993 bis 2004

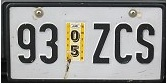
Kennzeichen bis 2004 in US-Größe

Estnische Kfz-Kennzeichen (Estnisch: numbrisilt oder numbrimärk) bestehen in der Regel aus drei Ziffern und drei Buchstaben. Das System der estnischen Kfz-Kennzeichen ist an das schwedische angelehnt, das ähnlich aussieht. Genau wie in Schweden sind die Kennzeichen nicht an die Person des Eigentümers und dessen Wohnsitz, sondern an das Fahrzeug gebunden.
Neben den gewöhnlichen Schildern im europäischen Standardmaß von 520 mm × 110 mm, existieren Kennzeichen in US-Größe (302 mm × 152 mm) mit nur zwei Zahlen und drei Buchstaben, sowie verkürzte Zweiradschilder (177 mm × 101 mm) mit nur je zwei Ziffern und Buchstaben. Bis 2001 waren Kennzeichen für Motorräder zweizeilig.
Das aktuelle System wurde nach der erneuten Unabhängigkeit Estlands 1991 eingeführt und seitdem geringfügig verändert. 1993 wurde der schwarze bisher an den Seiten unterbrochene Rahmen durch einen durchgehenden ersetzt. Während der erste Buchstabe ursprünglich den Zulassungsort verzeichnete, werden seit Mitte der 1990er Jahre nur noch Kennzeichen, deren Nummernblock mit T (in Tartu), M (in Tallinn und im Kreis Harju) oder A und B, später auch D (in den anderen Gebieten Estlands) beginnt, ausgegeben. Inzwischen wurde jeglicher regionale Bezug aufgegeben. Weiterhin werden die Buchstaben H und Z für verkürzte Schilder in US-Größe verwendet. Seit dem Beitritt Estlands zur Europäischen Union am 1. Mai 2004 werden Kennzeichen ausgegeben, die am linken Schildrand ein blaues Band mit den Buchstaben EST und den zwölf europäischen Sternen zeigen. Bis 2006 trennte ein TÜV-Farbfeld Ziffern- und Buchstabenblock, die TÜV-Kontrolle wird inzwischen aber wie auch in Schweden digital ausgeübt.
Gegen Zusatzgebühren kann man sich als Wunschkennzeichen eine gewünschte Kombination aus drei Ziffern und drei Buchstaben (zum Beispiel „777 XXX“) bestellen, für höhere Gebühren auch eine freie Kombination (zum Beispiel seinen eigenen Namen).

## Besondere Kennzeichen

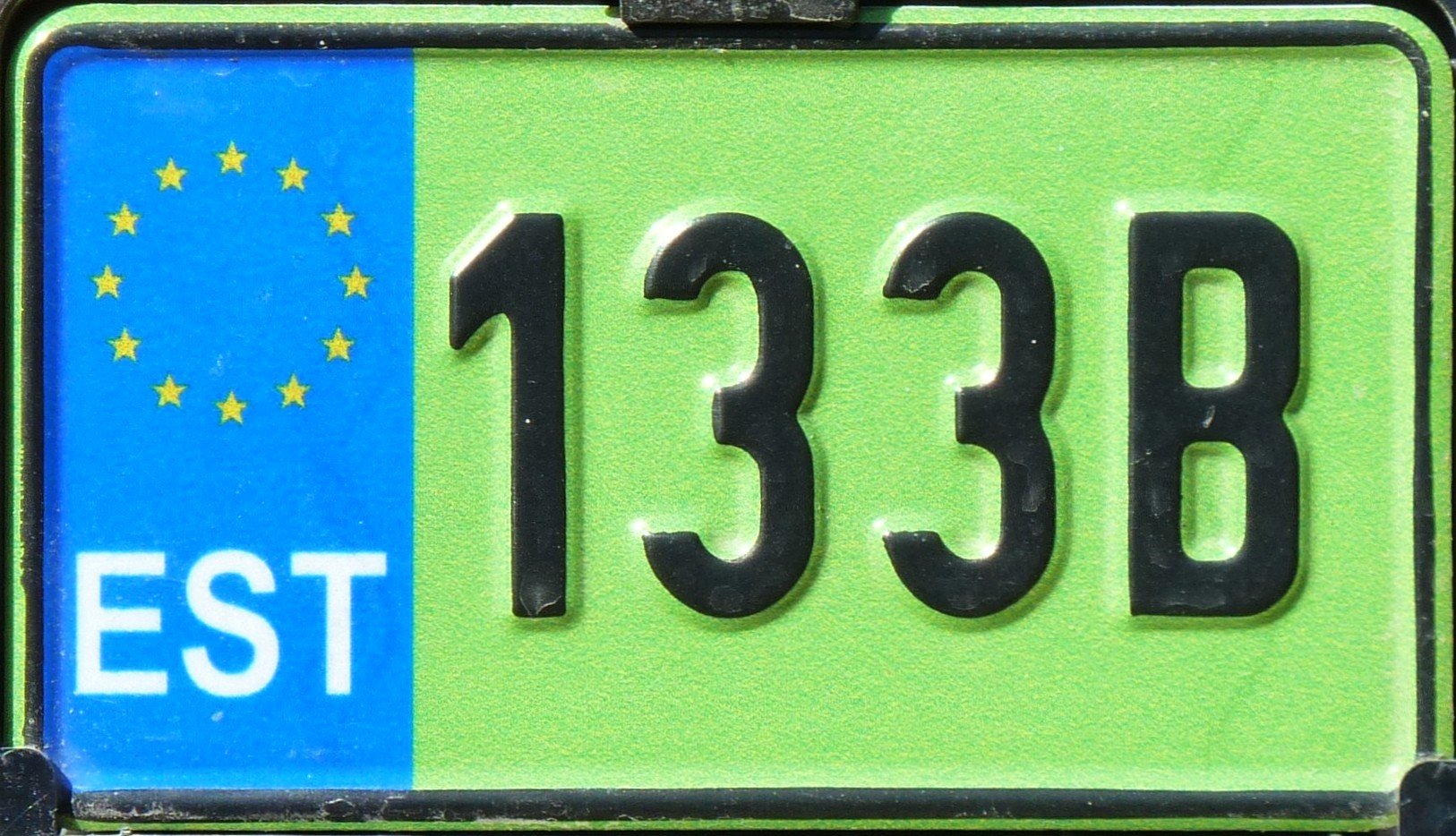
Mopedkennzeichen

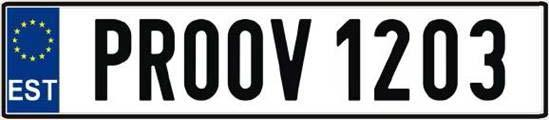
Probekennzeichen

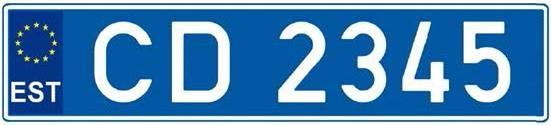
Diplomatenkennzeichen

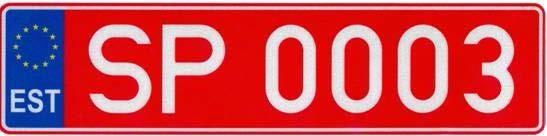
Kennzeichen für Sportveranstaltungen

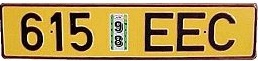
Kennzeichen für Ausländer bis 2004

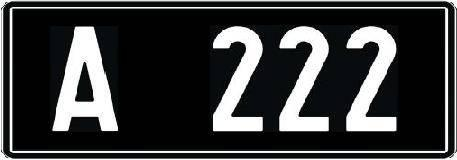
Oldtimer-Kennzeichen

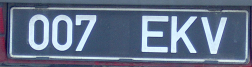
Militärkennzeichen

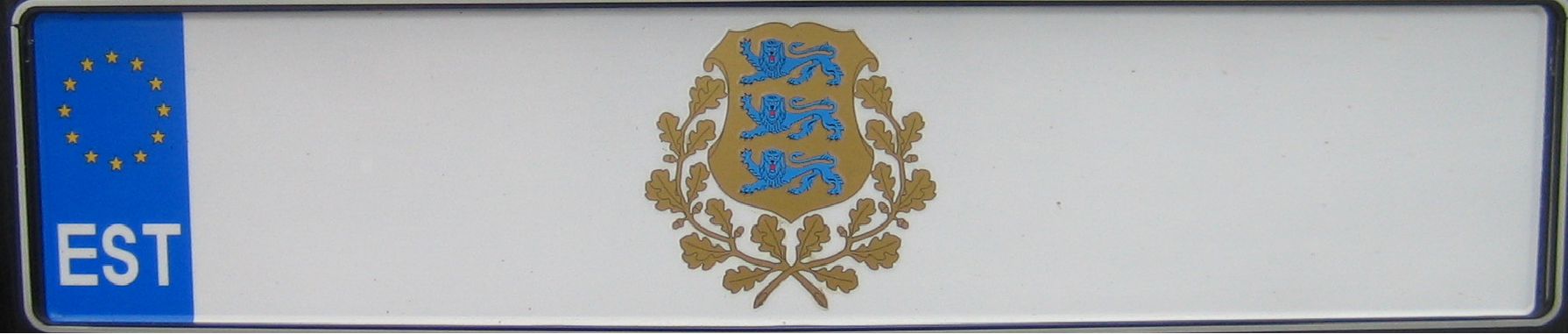
Kennzeichen des Präsidenten

Kennzeichen für Anhänger zeigten bis 2008 drei Ziffern, nur zwei Buchstaben und waren etwas kürzer als die Kennzeichen für Pkw. Heute gleichen sie den Serienkennzeichen mit drei Ziffern und drei Buchstaben. Der Buchstabenblock beginnt allerdings mit YH, inzwischen auch YJ, YK und folgende, und bei Schildern in US-Größe nur mit H. 

Besondere Fahrzeuggruppen wie Traktoren oder Quads Kennzeichen nach dem Muster „1234 Tx“. In der Regel handelt es sich hierbei um zweizeilige Schilder.

Kennzeichen zu Probe- und Testzwecken beginnen mit dem Wort PROOV (dt. Probe), gefolgt von einer fortlaufenden Nummer.
Temporäre Schilder zeigen rote Schrift auf weißem Grund. Sie bestehen aus zwei Buchstaben und vier Ziffern.
Mopeds erhalten seit 2011 grüne Nummernschilder mit schwarzer Aufschrift. Sie zeigen drei Ziffern sowie einen Buchstaben.
Estnische Diplomatenkennzeichen besitzen einen blauen Hintergrund und weiße Aufschrift. Sie zeigen die Buchstaben CD (Diplomatisches Korps) oder AT (Administrativ/Technisches Personal ohne Diplomatenstatus) gefolgt von maximal vier Ziffern. Dienstfahrzeuge der Botschafter zeigen die Buchstaben CMD (Chef de Mission Diplomatique). Die ersten beiden Ziffern geben jeweils das Entsendeland an.
Ausländer, die in Estland leben, erhalten gelbe Kfz-Kennzeichen mit schwarzer Schrift. Der Buchstabenblock beginnt hierbei mit EE.
Historische Fahrzeuge erhalten schwarze Kennzeichen. Sie zeigen in weißer Schrift einen Buchstaben sowie maximal vier Ziffern.
Für Fahrzeuge, die an Sportveranstaltungen wie z. B. Rallyes teilnehmen, werden seit 2011 rote Nummernschilder mit den weißen Buchstaben SP und einer Nummer vergeben.
Kennzeichen der estnischen Streitkräfte zeigen schwarzen Hintergrund und weiße Aufschrift, wobei der Buchstabenblock stets mit E beginnt.
Das Fahrzeug des estnischen Staatspräsidenten trägt lediglich das Staatswappen auf dem Nummernschild.

## Herkunft

### Neue Einteilung (bis 2019)
(erster Buchstabe des Nummernblocks)
- A (ab 1991) und B (ab August 2007), D (ab Januar 2019)[1]: Bezirke Estlands ohne die bei M und T aufgeführten Bezirke
- M: Tallinn und Harjumaa
- T: Tartu

Seit August 2019 wird nicht mehr nach Bezirken unterschieden. Dadurch werden die Buchstabenkombinationen nicht mehr fortlaufend vergeben, sondern rein zufällig gewählt und innerhalb dessen die Zahlen von 001 bis 999 fortlaufend vergeben.

### Alte Einteilung

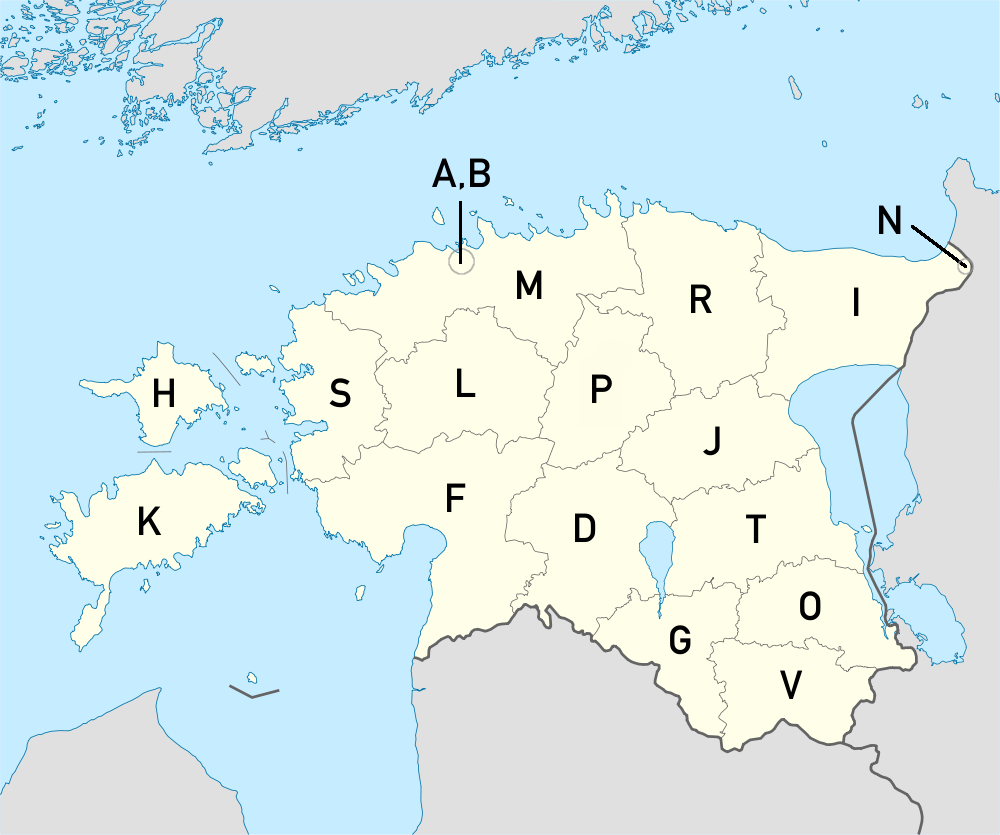
Geografische Verteilung der Kürzel

Bis Mitte der 1990er Jahre gab der erste Buchstabe des Letternblocks den Kreis bzw. die Stadt an.
| Kürzel | Kreis / Stadt    | Bemerkung                                           |
| ------ | ---------------- | --------------------------------------------------- |
| A      | Stadt Tallinn    |                                                     |
| B      | Stadt Tallinn    |                                                     |
| D      | Kreis Viljandi   |                                                     |
| F      | Kreis Pärnu      |                                                     |
| G      | Kreis Valga      |                                                     |
| H      | Kreis Hiiu       | = Insel Hiiumaa                                     |
| I      | Kreis Ida-Viru   |                                                     |
| J      | Kreis Jõgeva     |                                                     |
| K      | Kreis Saare      | = Insel Saaremaa, K nach Verwaltungssitz Kuressaare |
| L      | Kreis Rapla      |                                                     |
| M      | Kreis Harju      |                                                     |
| N      | Stadt Narva      |                                                     |
| O      | Kreis Põlva      |                                                     |
| P      | Kreis Järva      | P nach Verwaltungssitz Paide                        |
| R      | Kreis Lääne-Viru | R nach Verwaltungssitz Rakvere                      |
| S      | Kreis Lääne      | S nach Verwaltungssitz Haapsalu                     |
| T      | Kreis Tartu      |                                                     |
| V      | Kreis Võru       |                                                     |

## Geschichte

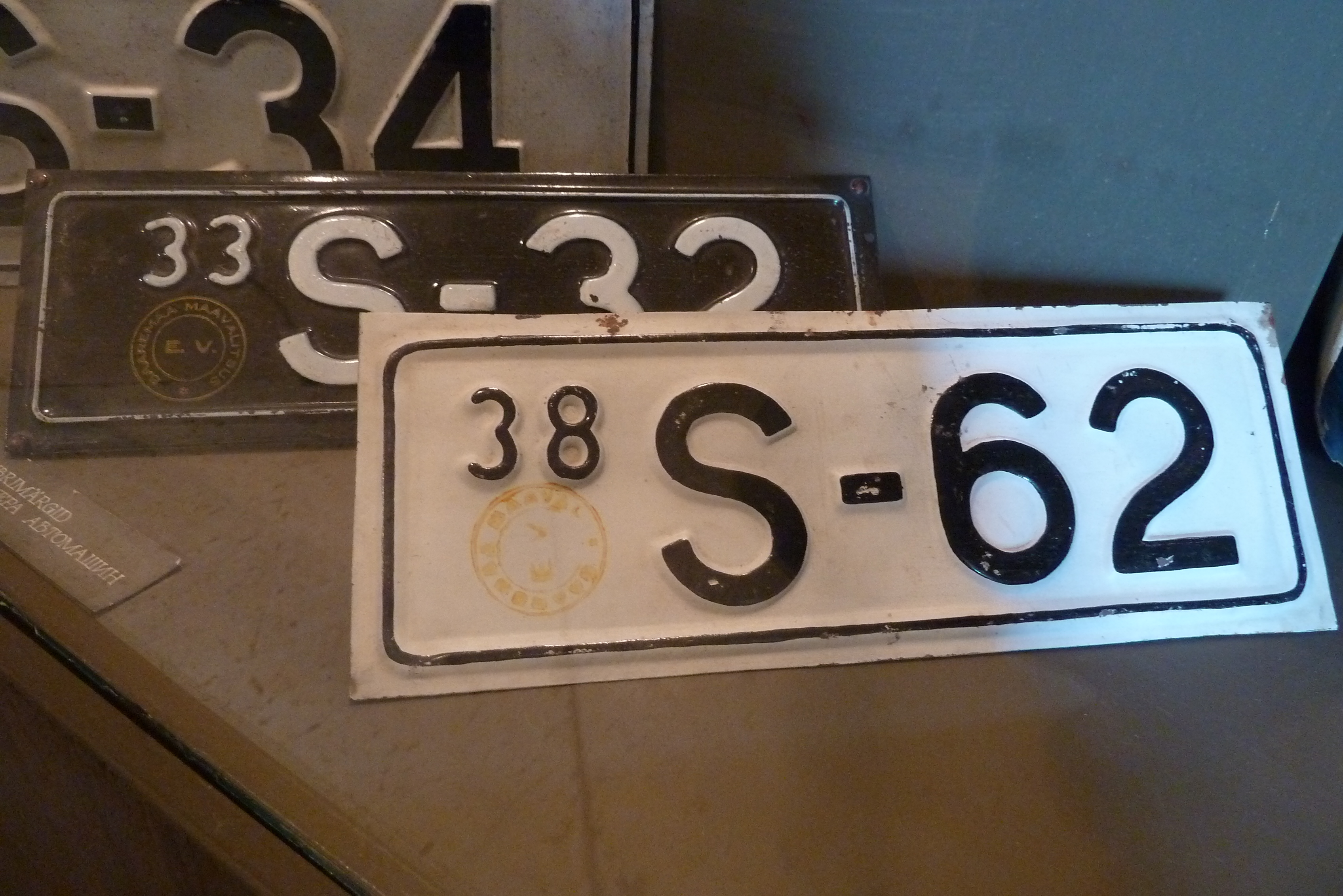
Kennzeichen von 1933 und 1938

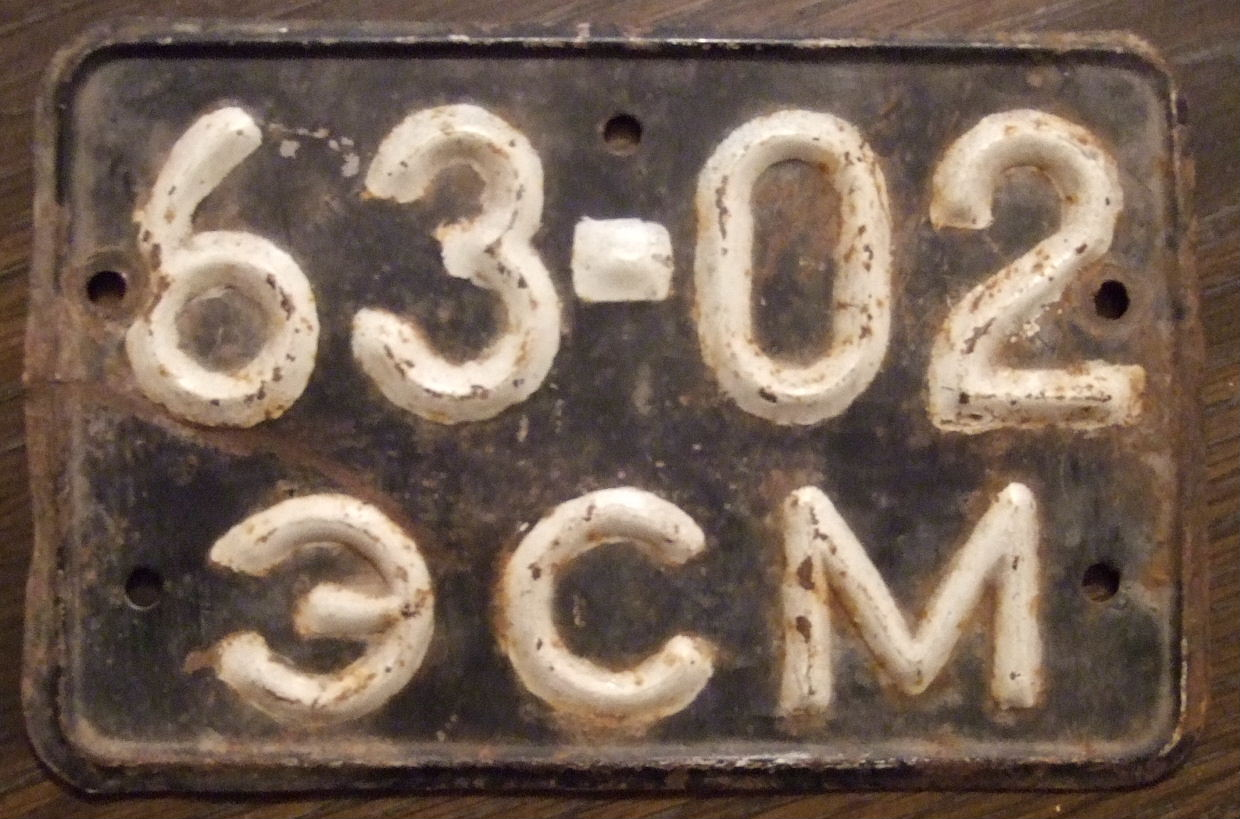
Kennzeichen der Estnischen SSR zwischen 1960 und 1980

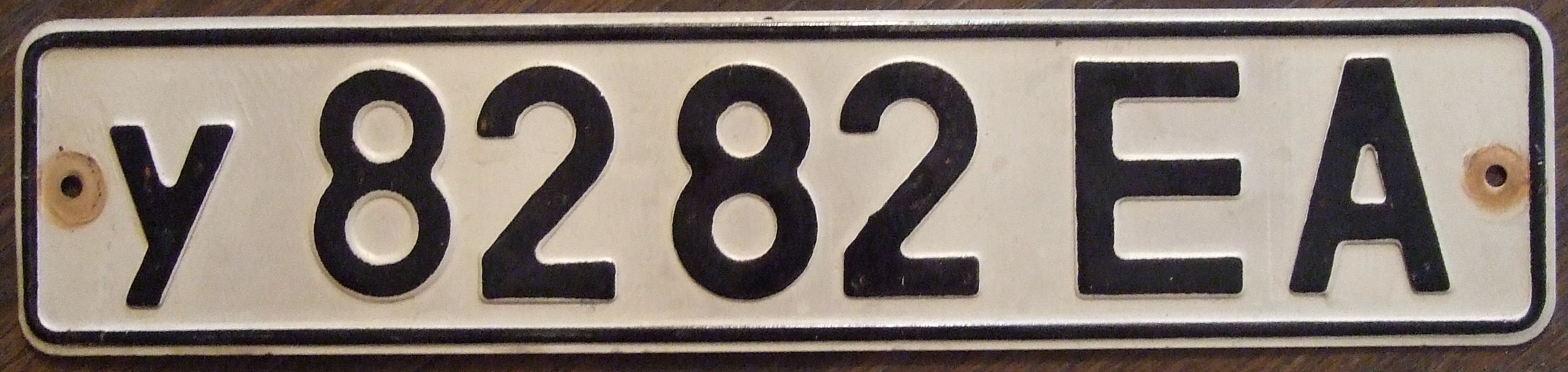
Kennzeichen der Estnischen SSR zwischen 1980 und 1990

Das erste einheitliche Kennzeichensystem wurde in Estland 1929 eingeführt. Die Schilder zeigten zunächst einen Buchstaben für die entsprechende Region gefolgt von maximal vier Ziffern. Es wurde weiße Schrift auf schwarzem Hintergrund verwendet. Militärische Kennzeichen zeigten die umgekehrte Farbgebung und begannen mit K für Kaitseministeerium (Verteidigungsministerium).

1933 wurde das System reformiert. Von nun an wechselte die schwarz-weiße Farbgebung jährlich. In gerade Jahren wurde weißer, in ungeraden schwarzer Hintergrund verwendet. Das bestehende Schema mit Regionsbuchstaben und Ziffernfolge wurde um eine zweistellige Jahresangabe in der linken oberen Ecke ergänzt. Darunter fand sich ein gelber Stempel mit Angabe der jeweiligen Zulassungsbehörde und dem Kürzel E.V. für Eesti Vabariik (Republik Estland). 1938 wurde das System erneut modifiziert, indem die Jahreszahl nun über einem Bindestrich zwischen Buchstaben und Ziffern erschien.
Zwischen 1918 und 1940 war Estland in drei Städte und 11 Kreise gegliedert.
| Kürzel | Kreis / Stadt            | Bemerkung                                                  |
| ------ | ------------------------ | ---------------------------------------------------------- |
| A      | Stadt Tallinn            |                                                            |
| B      | Stadt Tartu              |                                                            |
| E      | Stadt Narva              |                                                            |
| H      | Kreis Harju              |                                                            |
| J      | Kreis Järva              |                                                            |
| K      | Verteidigungsministerium | K von estnisch Kaitseministeerium                          |
| L      | Kreis Lääne              | inkl. der Inseln Hiiumaa und Vormsi                        |
| N      | Kreis Petseri            | liegt heute in der Oblast Pskow auf russischem Territorium |
| O      | Kreis Võru               |                                                            |
| P      | Kreis Pärnu              |                                                            |
| R      | Kreis Valga              |                                                            |
| S      | Kreis Saare              | = Insel Saaremaa                                           |
| T      | Kreis Tartu              |                                                            |
| U      | Kreis Viru               |                                                            |
| V      | Kreis Viljandi           |                                                            |

Mit Besatzung Estlands durch die Sowjetunion 1941 wurden schwarze Schilder nach dem Muster ER 12-34 eingeführt. Während der NS-Besetzung wurden bis 1944 deutsche Kfz-Kennzeichen mit den Erkennungsbuchstaben RO für Reichskommissariat Ostland vergeben. Infolge der neuerlichen sowjetischen Eroberung wurde auf das Schema von 1941 zurückgegriffen, diesmal allerdings mit den kyrillischen Buchstaben ЗТ zu Beginn. Seit 1947 wurden reguläre sowjetische Nummernschilder vergeben. Die Estnische SSR erhielt zunächst die Erkennungsbuchstaben ЗС, später ЕА.

## Nachweise
1. ↑  https://www.platepie.com/eesti/eesti.htm